# Fujifilm
Fujifilm Holdings Corporation також знана як Fujifilm (富士フイルム株式会社) —  японська компанія, найбільш знана як виробник фотоапаратів,  фотографічної плівки і фотомінілабораторій. Також компанія випускає велику кількість витратних матеріалів для комп'ютерів (CD-R, DVD-R і т. д.) та інших товарів.
Fujifilm, основними видами діяльності є розробка, виробництво, продаж і обслуговування кольорової фотоплівки, цифрових фотоапаратів, обладнанням для фото друку, фотохімічних речовин, медичне обладнання, поліграфічного обладнання та оптичні прилади, копіювальних пристроїв і принтерів.
Президент компанії — Сігетака Каморі. Головний офіс компанії знаходиться в Мінато (Токіо, Японія).

## Історія

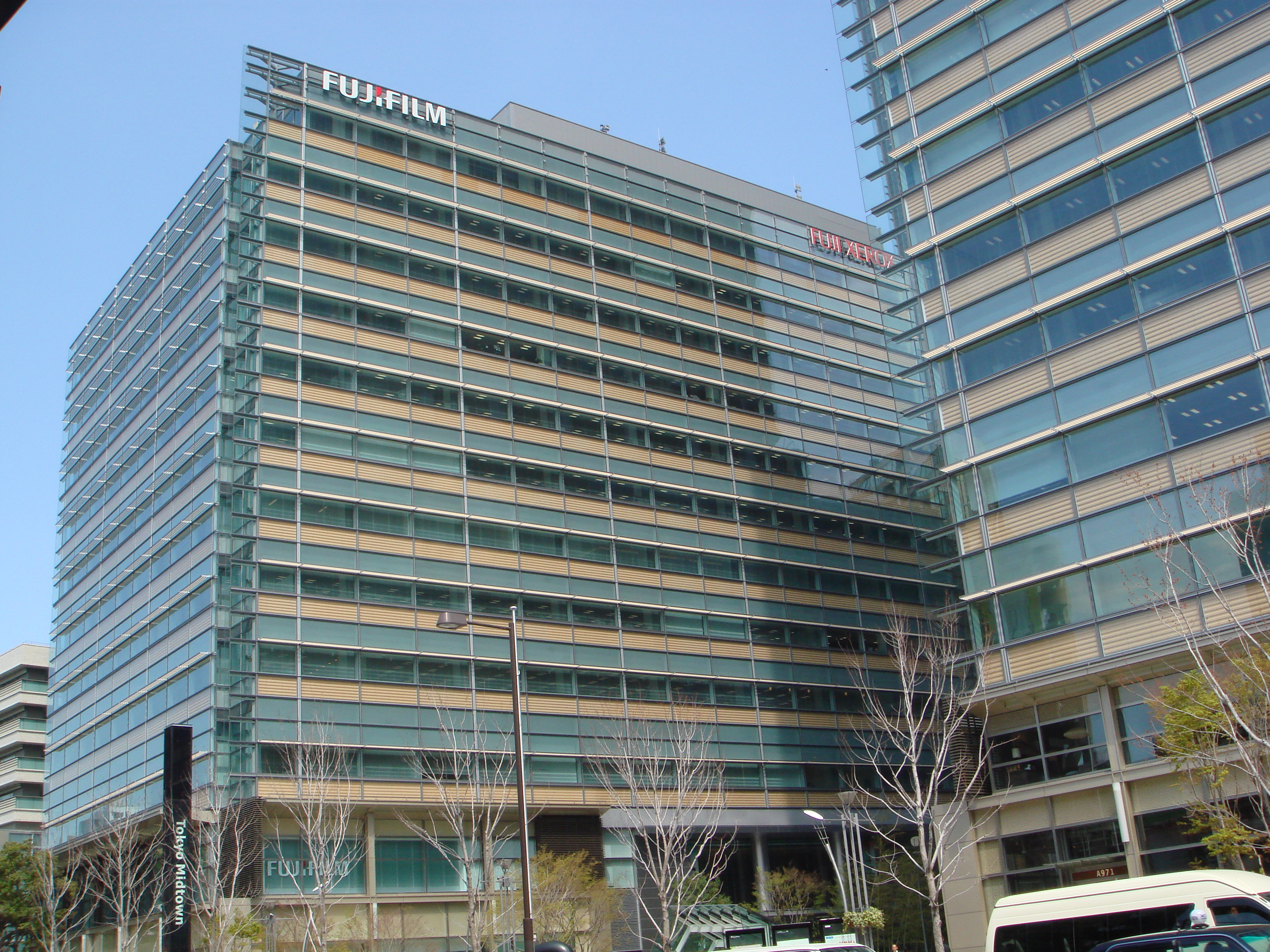
Штаб-квартира в Токіо

Fuji Photo Film Co, Ltd була заснована в 1934 році з метою стати першим японським виробником фотоплівки. Провівши невтомні зусилля в цій галузі протягом наступних 10 років, компанія досягла вітчизняного виробництва фотоплівки, кіноплівки та рентгенівської плівки. У 1940 році Fuji Photo розширили виробництво до оптичних окулярів та лінз. Після Другої світової війни, компанія підлягла диверсифікації, проникаючи в медичну сферу (рентгенівська діагностика). У 1962 році Fuji Photo і британської Rank Xerox Limited (нині Xerox Limited) запустила Fuji Xerox Co, Ltd в рамках спільного підприємства. У 1966 році заснована Fuji Photo Film (Europe) GmbH (на даний час FUJIFILM Europe GmbH) у Дюссельдорфі для всебічного ведення бізнесу в Європі.
На початку нового тисячоліття компанія стала свідком швидкого поширення цифрових технологій в фотокамерах. У відповідь Fuji Photo реформувало виробництво і налагодила виробництво цифрових фотокамер.

## Продукція
Фотоплівка

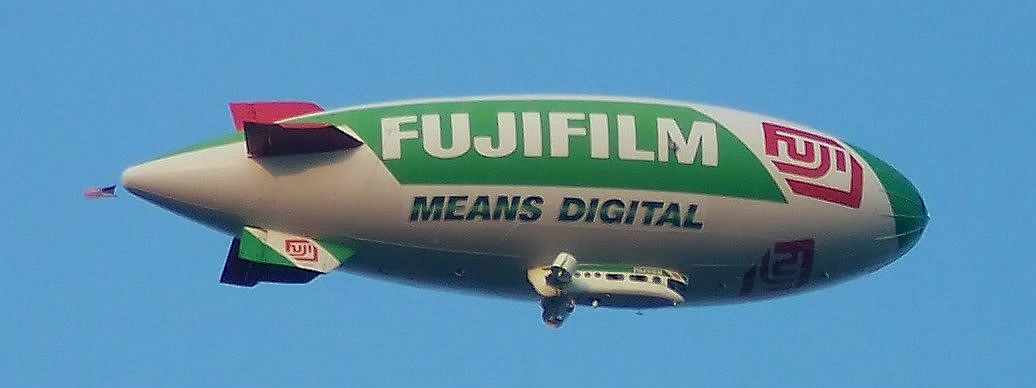
Дирижабль з символикою Fujifilm

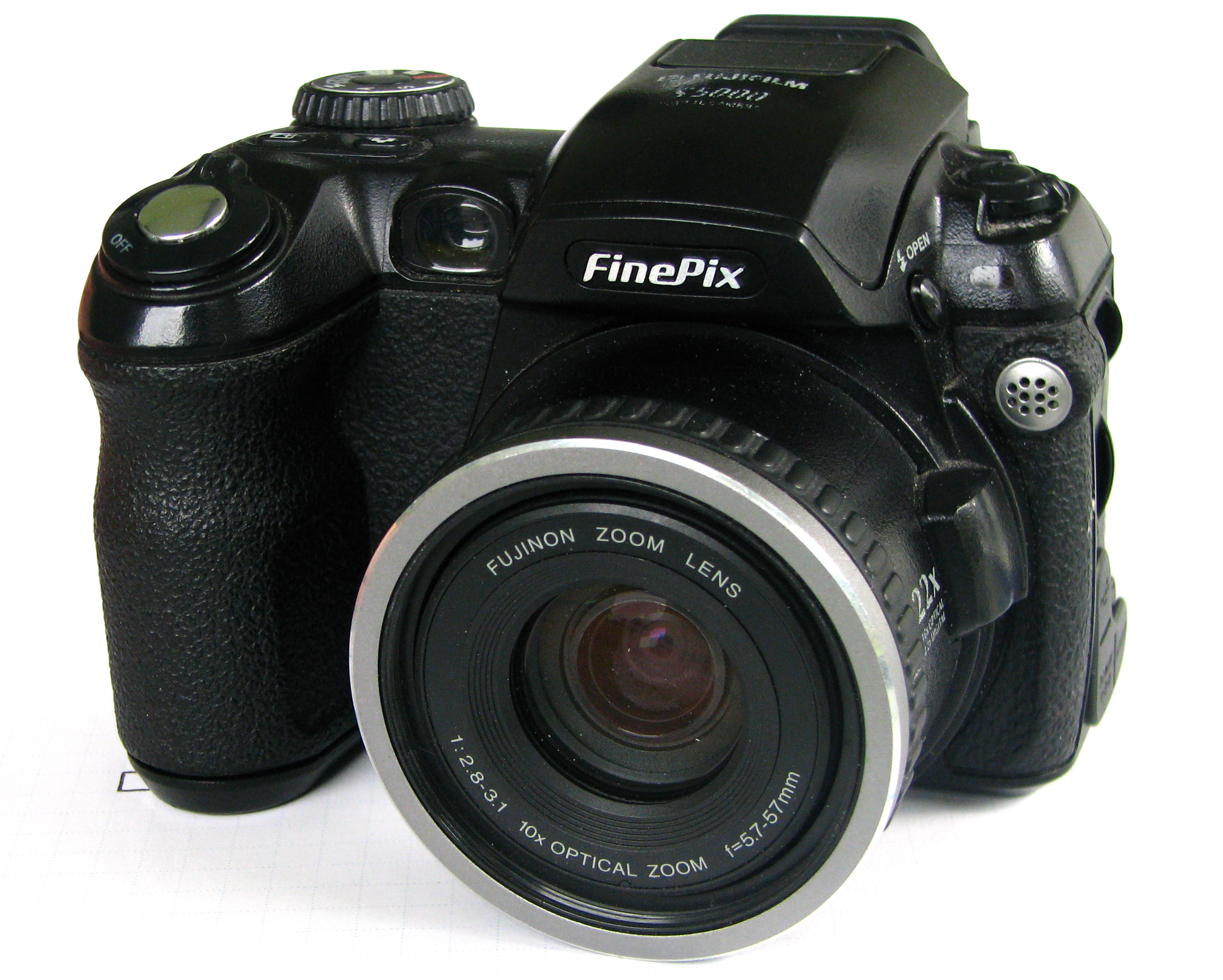
Fujifilm FinePix S5000

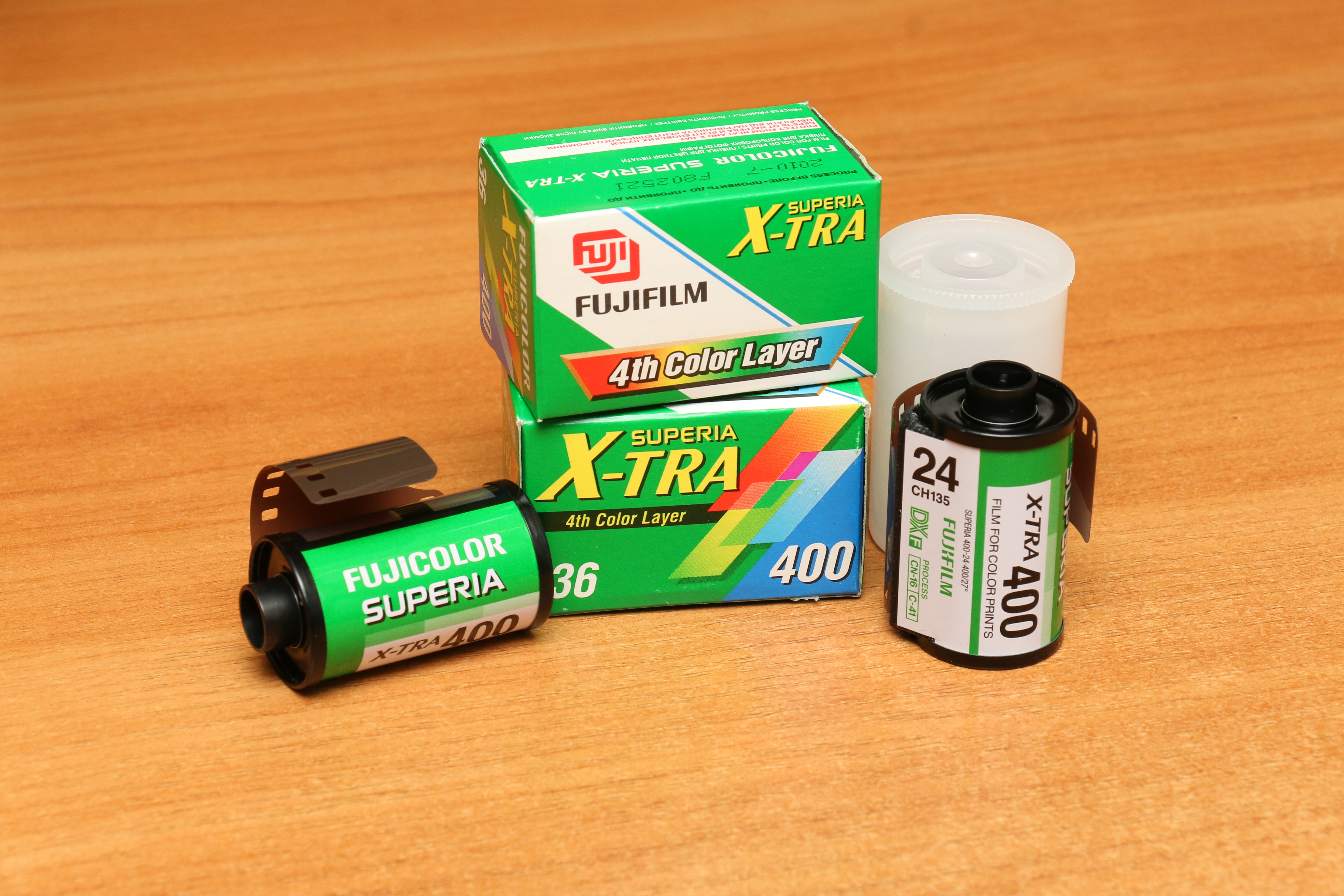
Негативна фотоплівка Superia X-TRA 400

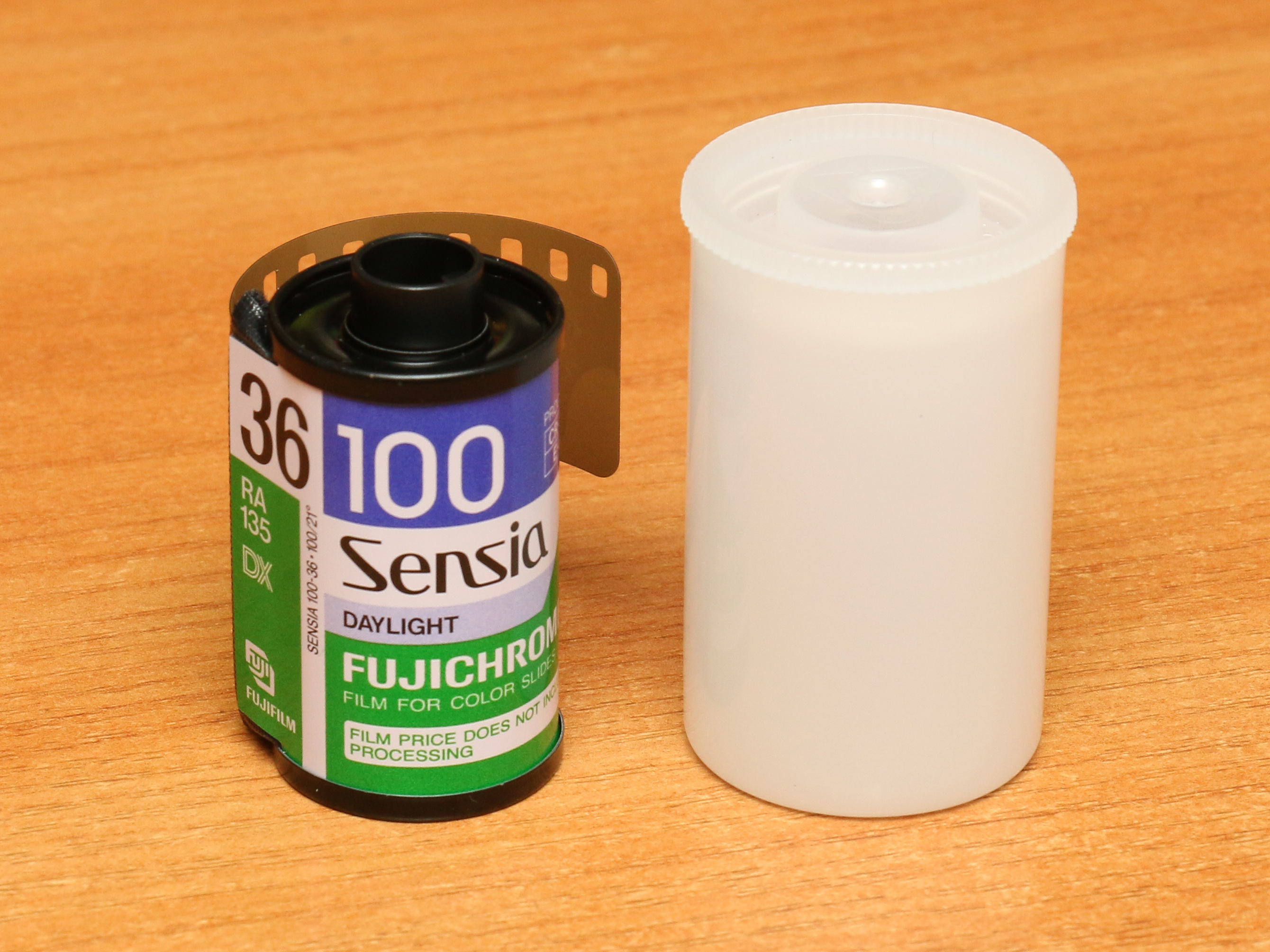
Слайдова фотоплівка Sensia 100

- Кіноплівка Fuji (багато фільмів Стівена Спілберга зняті саме на неї).
- Слайдова плівка Velvia, що позиціюється як плівка для знімання природи та пейзажів.
- Слайдова плівка Provia, що відрізняється від Velvia більш природними кольорами.
- Слайдова плівка Astia для студійної та портретного знімання.
- Слайдова плівка Sensia для фотолюбителів.

- Фотоплівка (негативна) Fujicolor.
  - Pro 400H (в минулому — NPH): професійна фотоплівка для портретної фотографії.
  - Pro 800Z (в минулому — NPZ): високочутлива плівка для фотожурналістів.
  - Фотоплівки Pro 160C і Pro 160S (в минулому — NPC і NPS): плівка з чотирма чутливими до блакитного шарами.
  - Superia: широкоформатна плівка.
  - Superia Reala: для портретної та пейзажного знімання.
  - Superia X-TRA: для фотолюбителів.
  - Nexia: плівка формату APS.
  - Press: аналог плівки Superia, орієнтований на професійних фотографів.

Фотоапарати та об'єктиви
- Серія середньоформатних камер Fuji GX680.
- Серія плівкових фотоапаратів Fujica.
- Fuji створила єдиний у своєму роді далекомірний панорамний фотоапарат для сто тридцять п'ятої плівки — Fuji TX-1 і Fuji TX-2. Розмір кадру становив 24 × 65 мм, а також міг перемикатись на традиційний 24х36. Цей фотоапарат в Європі випускався під брендом Hasselblad Xpan. Також Fuji виробляла панорамні фотоапарати серій GX617 і G617, які використовують 120-у плівку. Fuji *GX617 вважається одним з найкращих панорамників.
- Серія цифрових фотоапаратів FinePix з байонетом F і технологією Fujifilm's Super CCD.
- Об'єктиви Fujinon.

Інше
- Об'єктиви Fujinon.
- Фотопапір.
- Папір для струменевих принтерів.
- Магнітні носії даних (включаючи аудіокасети, відеокасети та дискети.
- Оптичні носії даних (DVD і CD, вироблені на замовлення Ritek, Taiyo Yuden і Philips.
- Плівка для рентгенологічних досліджень.
- Матеріали, використовувані при виробництві LCD-дисплеїв.
- Обладнання та витратні матеріали для мініфотолабораторій.
- інші товари.

## Цифрові фотокамери

### X-серія
- Fujifilm X-Pro1
- Fujifilm FinePix X100
- Fujifilm X-S1
- Fujifilm X10
- Fujifilm X20
- Fujifilm X30

### S-серія ( ультразуми )
- Fujifilm FinePix HS10EXR
- Fujifilm FinePix HS30EXR
- Fujifilm FinePix HS20EXR
- Fujifilm FinePix SL300
- Fujifilm FinePix SL240
- Fujifilm FinePix S4200
- Fujifilm FinePix S4000
- Fujifilm FinePix S3400
- Fujifilm FinePix S3300
- Fujifilm FinePix S3200
- Fujifilm FinePix S2980
- Fujifilm FinePix S2950
- Fujifilm FinePix S2800HD / S2900HD

### F-серія  (компактні)
- Fujifilm FinePix F770EXR
- Fujifilm FinePix F750EXR
- Fujifilm FinePix F660EXR
- Fujifilm FinePix F600EXR
- Fujifilm FinePix F550EXR
- Fujifilm FinePix F500EXR

### XP-серія  (для активного відпочинку)
- Fujifilm FinePix XP150
- Fujifilm FinePix XP50
- Fujifilm FinePix XP30

### Z-серія
- Fujifilm FinePix Z1000EXR
- Fujifilm FinePix Z900EXR
- Fujifilm FinePix Z110
- Fujifilm FinePix Z90

### T-серія
- Fujifilm FinePix T400
- Fujifilm FinePix T200

### J-серія
- Fujifilm FinePix JV250
- Fujifilm FinePix JV200 / JV210
- Fujifilm FinePix JX420
- Fujifilm FinePix JX400
- Fujifilm FinePix JX350
- Fujifilm FinePix JX300
- Fujifilm FinePix JV150
- Fujifilm FinePix JV100

### A-серія
- Fujifilm FinePix AX550
- Fujifilm FinePix AX350
- Fujifilm FinePix AV200

### 3D камери
- Fujifilm FinePix Real 3D W3